# Organisationen til Oplysning om Atomkraft
Organisationen til Oplysning om Atomkraft (OOA) var en dansk græsrodsorganisation imod  atomkraft, som blev stiftet den 31. januar 1974. Danmark fik ikke atomkraft, men fremmede tidligt vedvarende energi og fjernvarme, og det svenske atomkraftværk Barsebäck på den anden side af Øresund blev lukket. Efter at have opnået sine mål i Danmark opløstes OOA den 31. maj 2000. Den 'lever' dog stadig på websitet OOA Online Museum.
Kimen til OOA var enkeltpersoner som protesterede imod Regeringen Poul Hartlings planer om, som modtræk til oliekrisen, at påbegynde byggeri af indtil flere danske atomkraftværker, og som reaktion på Sveriges indvielse af Barsebäckværket (1975-2005).

## Historie
Organisationen voksede kraftigt i løbet af 1970'erne. OOA var en åben bevægelse med et landssekretariat. Der opstod hurtigt lokalgrupper. Landssekretariatet  stod for kontakten til medierne og påvirkede de centrale instanser, og lokalgrupperne arbejdede lokalt. Landsdækkende kampagner blev besluttet på åbne landsmøder tre til fire gange om året.
Der blev afholdt fredelige massemarcher, underskriftindsamlinger, 'energi'-stævner og lignende. 
I august 1978, samlede to store atomkraftmarcher knapt 50.000 mennesker. Fra to af de planlagte placeringssteder for danske atomkraftværker, Gyllingnæs og Stevns, gik marcherne til henholdsvis Århus og København.
Atomkraftulykken den 29. marts 1979 på det amerikanske atomkraftværk Tremileøen ved Harrisburg, førte til nye OOA aktiviteter. Den 6. april 1978 blev der afholdt demonstrationer med 25.000 deltagere i København og i Århus mod Barsebäck-værket. En underskriftindsamling for at få Barsebäck-værket lukket indbragte 312.000 underskrifter.
I november 1979 begyndte OOA "Folkepjece-kampagnen", som skulle vise, at det er muligt for Danmark at klare sig uden atomkraft. Frivillige aktivister uddelte 2,1 millioner folkepjecer "Danmark uden atomkraft". Samtidig arrangerede OOA-grupperne hundredvis af oplysende aktiviteter: Planche-udstillinger, høringer, debat- og filmaftener, teater, støttefester, gadeoptog, besøg på vedvarende energianlæg og lignende.
I efteråret 1984 startede OOA en atomkraftplacerings-kommune-kampagne, med sloganet "Tag atomkraften af bordet - ophæv atomzonerne". Kampagnen bestod bl.a. i uddeling af 50.000 foldere til samtlige husstande inden for 10 km-zoner fra de reserverede mulige pladser til danske atomkraftværker. Der var tale om i alt 15 zoner, som var pålagt visse restriktioner.

### Atomkraft i Danmark opgives
Planerne om indførelse af atomkraft i Danmark blev endegyldigt skrinlagt 29. marts 1985 med et beslutningsforslag, der fik flertal i Folketinget, over et år før Tjernobylulykken 26. april 1986.
1990 begyndte OOA en oplysningskampagne om drivhuseffekten uden atomkraft.

### Barsebäckværket lukkes
Hvor folkestemningen i Danmark hurtigt blev vundet mod regeringernes byggeplaner, var det samme ikke tilfældet m.h.t. svenskernes byggeplaner. Først efter 14 års yderligere lang kamp fejrede OOA i 1999 lukningen af den første reaktor på Barsebäckværket. Reaktor 2, den sidste reaktor, lukkede 31. maj 2005. Dermed havde OOA vundet en sejr "posthumt".

### OOA nedlægges
OOA meddelte 27. april 2000 i en pressemeddelelse, at de så målet som i hvert fald delvist opfyldt, og derfor nedlagde Oplysning Om Atomkraft sig selv en måned senere.
OOA Online Museum blev åbnet den 18. februar 2021.

## Logo
Organisationens logo, den smilende sol og sloganet: Atomkraft? - nej tak er blevet folkeeje, også uden for landets grænser. 
OOA er forbundet med andre lignende græsrodsbevægelser, såsom NOAH (dansk miljøorganisation), Organisationen for Vedvarende Energi (OVE), INFORSE m.fl., men organisationen er blandt de tidligste og har på længere sigt også præget den nuværende danske befolknings holdninger til løsning af energi-, miljø- og andre samfundsspørgsmål.
OOA's kendemærke har siden 1976 været solmærket "Atomkraft? -Nej tak". Solmærket blev skabt af Anne Lund  og er, efter at være blevet oversat til 55 sprog, blevet symbolet for atomkraftmodstanden i hele verden.